# Famous (OCS)
Famous is een lied van de Nederlandse rapper OCS in samenwerking met de Nederlandse hiphopartiest Jonna Fraser. Het werd in 2021 als single uitgebracht en stond in hetzelfde jaar als vierde track op het album Scofield van OCS.

## Achtergrond
Famous is geschreven door Kevin J. Goedhart, Jonathan Jeffrey Grando en OCS en geproduceerd door Oathmademedoit. Het is een nummer dat past in de genres nederhop en trap. In het lied rappen en zingen de artiesten over de positieve en negatieve gevolgen van een succesvol artiestenleven.

## Hitnoteringen
De artiesten hadden bescheiden succes met het lied in Nederland. Het stond op de 74e plaats van de Single Top 100 in de enige week dat het in deze hitlijst te vinden was. De Top 40 en haar Tipparade werden niet bereikt. 